# Sophronica kochi
Sophronica kochi là một loài bọ cánh cứng trong họ Cerambycidae.